# Лук исполинский
Лук исполинский, или Лук гигантский (лат. Allium giganteum) — многолетнее травянистое растение, вид рода Лук (Allium) семейства Луковые (Alliaceae).
Используется в основном как декоративное растение. Листья съедобны.

## Распространение и экология
В природе ареал вида охватывает центральные и южные районы Средней Азии, северные и западные районы Афганистана и северо-восточные районы Ирана..
Произрастает на мягких склонах в нижнем поясе гор.

## Ботаническое описание
Луковица яйцевидная, диаметром 2—4 см; оболочки многочисленные, серо-бурые, кожистые, расщепляющиеся. Стебель высотой 80—150 см, мощный, с слабо выступающими жилками.
Листья шириной 5—10 см, ремневидные, сизые, гладкие, в два—три раза короче стебля.
Чехол в два раза короче зонтика. Зонтик шаровидный, многоцветковый, густой. Цветоножки почти равные, в пять и более раз длиннее зонтика, без прицветников. Листочки звёздчатого околоцветника светло-фиолетовые, с малозаметной жилкой, эллиптические, тупые, длиной около 5 мм. Нити тычинок почти в полтора раза длиннее листочков околоцветника, при основании между собой и с околоцветником сросшиеся, шиловидные. Завязь почти сидячая, шероховатая.
Коробочка почти шаровидная, диаметром около 4 мм.
|                                                      |  |  |
| Слева направо: Бутоны. Соцветие. Цветки (увеличено). |  |  |

## Таксономия
Вид Лук исполинский входит в род Лук (Allium) семейства Луковые (Alliaceae) порядка Спаржецветные (Asparagales).
|  |                                      |  |                                                             |                                                             |                   |  | ещё 24 семейства (согласно Системе APG II) | ещё 24 семейства (согласно Системе APG II) |                     |  |  |  | ещё более 870 видов |
|  |                                      |  |                                                             |                                                             |                   |  | ещё 24 семейства (согласно Системе APG II) | ещё 24 семейства (согласно Системе APG II) |                     |  |  |  | ещё более 870 видов |
|  |                                      |  |                                                             | порядок Спаржецветные                                       |                   |  |                                            |                                            | род Лук             |  |  |  |                     |
|  |                                      |  |                                                             | порядок Спаржецветные                                       |                   |  |                                            |                                            | род Лук             |  |  |  |                     |
|  | отдел Цветковые, или Покрытосеменные |  |                                                             |                                                             | семейство Луковые |  |                                            |                                            | вид Лук исполинский |  |  |  |                     |
|  | отдел Цветковые, или Покрытосеменные |  |                                                             |                                                             | семейство Луковые |  |                                            |                                            |                     |  |  |  |                     |
|  |                                      |  | ещё 44 порядка цветковых растений (согласно Системе APG II) | ещё 44 порядка цветковых растений (согласно Системе APG II) |                   |  |                                            | ещё около 300 родов                        | ещё около 300 родов |  |  |  |                     |
|  |                                      |  |                                                             | ещё 44 порядка цветковых растений (согласно Системе APG II) |                   |  |                                            |                                            | ещё около 300 родов |  |  |  |                     |